# Chris Chougaz
Chris Chougaz (griechisch Κρις Χουγκάζ; * 6. September 1968 in Alexandria, Ägypten) ist ein ehemaliger griechischer Basketballspieler und derzeitiger Basketballtrainer. Als Small Forward, selten auch als Power Forward, spielte er in den höchsten Spielklassen Griechenlands, Österreichs und Deutschlands. Als Trainer war er unter anderem in Zypern und in Mexiko tätig.

## Karriere

### Spieler
Chougaz begann seine professionelle Karriere 1987 beim Basketballklub Panionios in der damaligen A1 Ethniki und feierte 1991 mit diesem den griechischen Pokalerfolg. Folgend wechselte er zum Klub AS Papagou, kehrte aber bereits nach einer Saison zu Panionios zurück. Ein Jahr später wechselte er zum Ligakonkurrenten GS Larisa, bevor ihn 1996 sein Weg in die Basketball-Bundesliga führte. Chougaz spielte für Steiner Bayreuth, aus dem zwei Jahre später der BBC Bayreuth hervorging. Er erzielte in der Saison 1996/97 in 13 Bundesliga-Einsätzen im Durchschnitt 17,5 Punkte je Begegnung. Danach zog es den Griechen in die heimische Liga zurück und er unterschrieb bei Near East, einem Verein, welcher in Kesariani beheimatet ist. 1999 wechselte er dann für eine Saison nach Österreich, in die damalige A-Liga, zu den Swans Gmunden. Ab 2000 spielte der Forward bei OFI Kreta, anschließend bei ANO Liosia, bevor er 2003 seine Karriere bei Sporting Athen beendete.

### Trainer
Seine Trainerkarriere begann Chougaz 2005 als Assistent bei Panionios und verblieb dort für drei Jahre. Zwischen 2008 und 2010 assistierte er zunächst Kostas Pilafidis, später dann Evangelos Alexandris beim EK Kavalas, bevor er im Februar 2011 seinen ersten Posten als Cheftrainer beim damals abstiegsbedrohten Erstligisten Iraklis Saloniki übernahm. Nach Beendigung seines Engagements in Thessaloniki übernahm er zur folgenden Saison 2011/12 den Zweitligisten OFI Kreta. Im Sommer 2012 verließ Dimitris Priftis den Erstligisten EK Kavalas und Chougaz wurde zu dessen Nachfolger. Neben der Basket League verpflichtete sich der Basketballklub Kavala auch in der Balkan League anzutreten. Dort blieb der Verein zunächst in ihren Heimspielen ungeschlagen, jedoch in der heimischen Liga setzte es vier Niederlagen in den ersten vier Spielen und Chougaz wurde von seinem Verein wieder freigestellt. Noch im selben Monat übernahm Chougaz beim zypriotischen Erstligisten Apollon Limassol, verblieb dort bis zum Ende der Saison und wechselte daraufhin in die mexikanische Basketballliga. Zur Saison 2013/14 übernahm er dort den Erstligisten Correcaminos UAT Victoria, beendete aber Anfang Dezember 2013 sein dortiges Engagement und kehrte zum Apollon aus Limassol zurück. In der Saison 2014/15 übernahm er im Januar 2015 den abstiegsbedrohten Panionios und löste dort Alexandris ab, unter dem er einst als Assistent in Kavala tätig war.
Im Sommer 2015 akzeptierte er ein entsprechendes Angebot aus der Admiral Basketball Bundesliga und wurde zur Saison 2015/16 Cheftrainer der Oberwart Gunners. Diese führte er zum ersten Double der Vereinsgeschichte. Nach dem heimischen Pokalerfolg sicherten sich die Gunners auch die Meisterschaft. Für diese Leistung wurde Chougaz als Trainer des Jahres der Bundesliga ausgezeichnet. Mit Vollendung seines Vertrages nahm er ein Angebot aus Tschechien an und wechselte als Hauptverantwortlicher zum USK Prag.
Nach einer Rückkehr zu Panionios Athen und einem Engagement im tschechischen Brünn wurde Chougaz Ende November 2019 Trainer des französischen Drittligisten Union de Tarbes-Lourdes. In der Sommerpause 2023 nahm er ein Angebot des Schweizer Erstligisten BBC Monthey-Chablais an. Anfang Februar 2025 wurde Chougaz entlassen.